# Schlangengraben (Beetzsee)
Der Schlangengraben ist ein künstlich angelegtes fließendes Gewässer im Landkreis Potsdam-Mittelmark. Er entwässert einige Feuchtwiesen und einen See in den Beetzsee.

## Verlauf

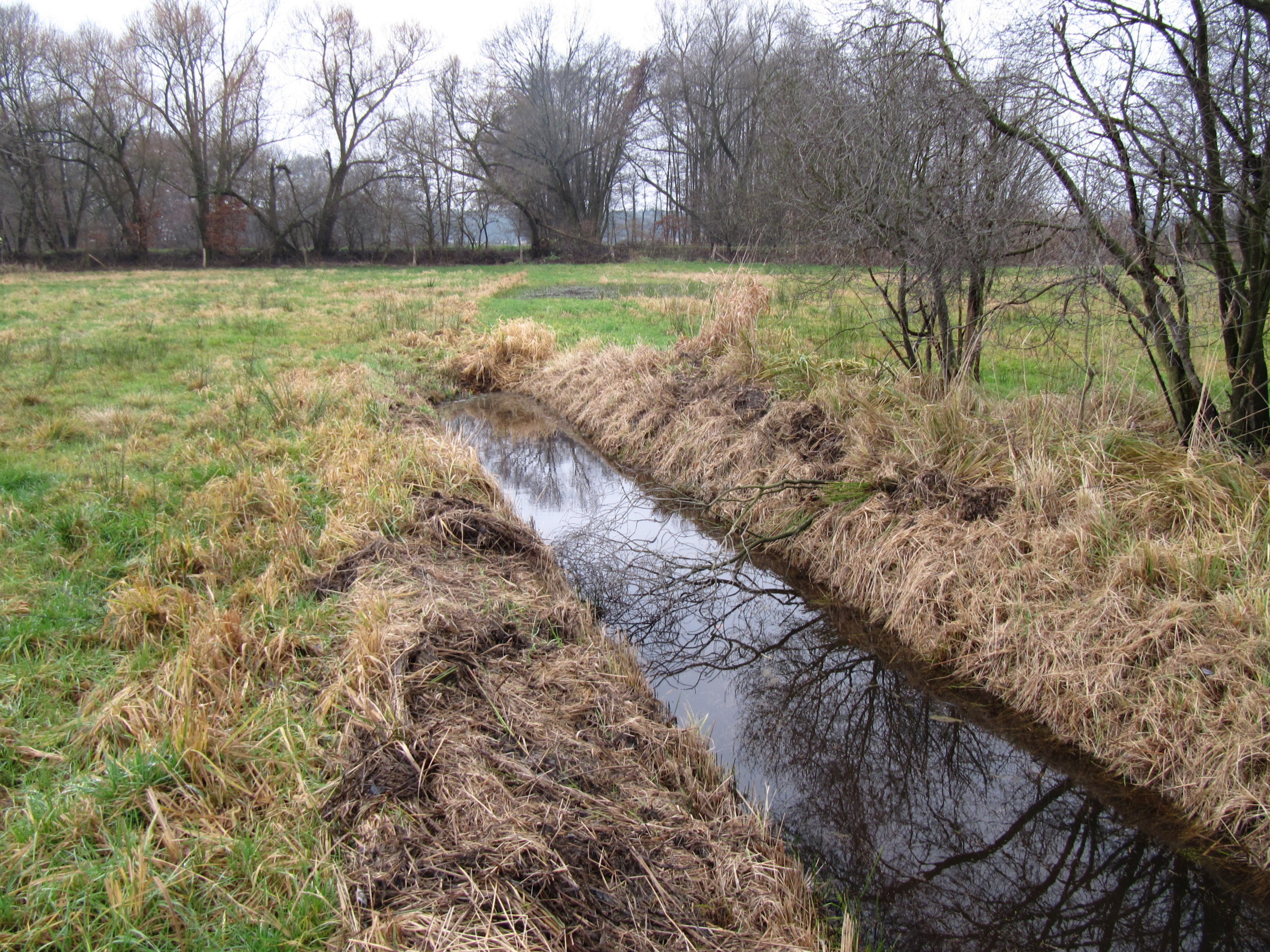
Der Ursprung des Schlangengrabens in den Feuchtwiesen der Butter Laake

Der knapp dreieinhalb Kilometer lange Graben beginnt als Entwässerungsgraben in einer Butter Laake genannten Feuchtwiese südlich des Dorfes Brielow, das heute zur Gemeinde Beetzsee gehört, und nordöstlich des zur Stadt Brandenburg an der Havel gehörenden Wohnplatzes Butterlake. Er beginnt etwa einhundert Meter vom Eisengraben entfernt und fließt in östliche Richtung. Während der Graben die Feuchtwiesen durchfließt, nimmt er rechts und links die Abflüsse kleinerer Drainagegräben auf. Im Verlauf des Grabens befindet sich südlich des Dorfes Brielow ein Wehr, über das der Abfluss reguliert und bei Havelhochwasser bedarfsweise ein Zurückfließen von Wässern verhindert werden kann. Das Wehr befindet sich etwa 300 Meter westlich der Landesstraße 98. Die Landesstraße 98 ist die einzige nennenswerte den Grabenverlauf kreuzende Straße. Nachdem von links das Wasser eines weiteren Grabens aufgenommen wurde, durchfließt der Schlangengraben einen kleinen anthropogenen See, der früher eine Tongrube für angrenzende Ziegeleien war, und mündet kurz darauf in den Beetzsee.
Im Schlangengraben heimische Tiere sind beispielsweise die Ringelnatter, die dem Graben seinen Namen gab, Fischotter, verschiedene Frosch- und Schwanzlurche, kleinere Fische und Biber.

## Eisengraben und Schlangengraben
In vielen Kartenwerken und Büchern wird die Annahme vertreten, der Eisengraben sei in seinem Oberlauf bis zur Stadtgrenze Havelsees der Schlangengraben und bilde dessen Verlängerung in westliche Richtung.  Nach dieser Annahme würde der Schlangengraben, der tatsächlich etwa nur einhundert Meter östlich des Eisengrabens ebenfalls in der Butter Laake beginnt, das Wasser des Bohnenländer Sees aufnehmen und ost- und westwärts abfließen. Laut dieser Darstellungen bestünde eine kontinuierliche Verbindung zwischen Beetzsee und der Havel südlich von Tieckow über beide Gräben, was jedoch nicht der Realität entspricht.

## Schutzgebiete
In gesamten Lauf liegt der Schlangengraben im Landschaftsschutzgebiet und Naturpark Westhavelland. Darüber hinaus ist der vom Graben durchflossene anthropogene See als geschütztes Biotop ausgewiesen.